# سباق باريس روبيه 2004
طواف باريس 2004 هو سباق دراجات هوائية أقيم بتاريخ أبريل 11، تكون السباق من مرحلة واحدة، وامتدّ لمسافة 261 كم، وبسرعة 39.108 كم/س، استغرق السباق 6 ساعات و40 دقيقة و26 ثانية.